# João Luiz (político)
João Luiz Almeida da Silva (Rio de Janeiro, 29 de junho de 1972) é um político brasileiro filiado ao Republicanos. Atualmente, cumpre seu segundo mandato como deputado estadual do Amazonas.

## Trajetória política
Em 2 de outubro de 2016, João foi eleito vereador da cidade de Manaus pelo então Partido Republicano Brasileiro (PRB). Com 100% das urnas eletrônicas apuradas, ele recebeu 13.978 votos ou 1,36% dos votos válidos, sendo o mais votado do pleito.
Em 7 de outubro de 2018, foi eleito deputado estadual do Amazonas pelo PRB. Após a apuração, ele recebeu 25.858 votos ou 1,46% dos votos válidos, sendo o 13º candidato com maior número de votos do Amazonas.
Em 2 de outubro de 2022, João Luiz foi reeleito deputado estadual do Amazonas pelo Republicanos. Ao fim da eleição, ele recebeu 44.940 votos ficando em 6º lugar.
História
João Luiz Almeida da Silva é apresentador, radialista, palestrante e graduado em gestão pública. Foi eleito como vereador de Manaus mais votado para a 17ª legislatura da Câmara Municipal de Manaus (CMM), com 13.978 votos, em 2016. Em sua primeira eleição para a Assembleia Legislativa do Estado do Amazonas (Aleam) obteve 25.858 votos. Nas eleições de 2022, João Luiz obteve 44.940 votos nas urnas da capital e do interior do Estado.
Câmara Municipal
Em seu primeiro ano no parlamento municipal, foi presidente da Comissão de Esporte (Comesp), da Câmara Municipal de Manaus, criou o projeto de resolução para a criação da Frente Parlamentar de Enfrentamento às Fakes News, instituiu o Dia do Ciclista (25 de Agosto), entre outros projetos de lei em tramitação voltados para a valorização das pessoas, visando o bem-estar e qualidade de vida da população.
Secretário Municipal
No Executivo Municipal, foi titular da Secretaria Municipal de Juventude, Esporte e Lazer (Semjel) por dez meses, tendo reativado a Corrida Cidade de Manaus, Jogos Amistosos Indígenas, Olimpíada da Terceira Idade, entre outros eventos.
Título de Cidadão
Amazonense de carteirinha, João Luiz recebeu o título de Cidadão do Amazonas, concedido pela Assembleia Legislativa do Amazonas (Aleam) e o Diploma de Cidadão de Manaus, pela Câmara Municipal de Manaus (CMM).
Oriundo de família humilde e criado na periferia, aprendeu desde cedo a superar os desafios da vida e sentir na pele a dor e a necessidade das pessoas carentes. Desempenhou importante atividade social dentro de penitenciárias e hospitais, levando possibilidade de mudança de vida e esperança à população carcerária.
Defesa do Consumidor 
Na Assembleia Legislativa do Estado do Amazonas, durante a 19ª Legislatura foi presidente da Comissão de Defesa do Consumidor e da Frente Parlamentar Cristã.
João Luiz também é criador da lei que proíbe as concessionárias de serviços públicos de água e energia elétrica de efetuar o corte do fornecimento residencial dos serviços, por falta de pagamento, em período pandêmico no Amazonas.
Criou o Núcleo de Apoio ao Superendividado na CDC/ALEAM, que conta com uma cooperação técnica com o Tribunal de Justiça do Amazonas (TJAM), e outros órgãos do Estado.
Também criou a “Nova Lei das Filas”, que ganhou destaque nacional; a lei que proíbe as instituições de ofertar empréstimos por telefone aos aposentados; a que dispõe sobre a obrigatoriedade de as operadoras de serviços de telefonia fixa e móvel e as operadoras de TV por assinatura a manterem estabelecimento físico nas regiões do Estado do Amazonas, além de fazer indicação para redução do Imposto sobre Circulação de Mercadorias e Serviços (ICMS) aos combustíveis, que foi acatado pelo Governo do Estado.
Leis para mulheres
Como parlamentar, criou leis importantes para o Estado do Amazonas voltadas às mulheres entre elas, a que veda, no estado a nomeação para cargos em comissão de pessoas que tenham sido condenadas com base na Lei Maria da Penha; a que prioriza a inclusão da mulher vítima de violência doméstica nos programas de geração de emprego e renda gerenciados ou financiados pelo Governo do Estado do Amazonas; a que cria a semana estadual de conscientização, prevenção e proteção dos direitos das pessoas vítimas de escalpelamento e a que dispõe sobre a obrigatoriedade de bares, restaurantes e casas noturnas adotarem medidas de auxílio à mulher que se sinta em situação de risco.
O parlamentar sugeriu ainda a criação do site Maria da Penha Online no combate a violência contra as mulheres no Amazonas, que foi aprovada no plenário Ruy Araújo em 2023 e está esperando sanção do Governo do Amazonas.
Esportes
Em maio de 2022, o Governo do Amazonas lançou o Programa  Bolsa Esporte Estadual, por meio da indicação do deputado estadual João Luiz, onde dispõe o anteprojeto de lei sobre o programa Bolsa Esporte (Bolsa atleta) para dar condições necessárias para que atletas do Amazonas possam se dedicar ao treinamento esportivo e participar de competições que permitam o desenvolvimento de suas carreiras.
O parlamentar destinou diversas emendas para melhoria de campos de futebol, quadra poliesportivas, cobertura de arquibancadas, construção de campo de futebol e dentre outros projetos esportivos.
Entre o destaque está o Projeto Esporte e Lazer na Capital e Interior (Pelci) indicativo do deputado João Luiz ao governador Wilson Lima.
Respirar
João Luiz indicou o anteprojeto ao Governo Amazonas sobre o RespirAR para que o programa vire uma política pública permanente no estado. O programa foi um marco para o Estado do Amazonas durante a pandemia de Covid-19, e é uma política pública importante para o tratamento de pessoas que tiveram sequelas da Covid-19. O programa, que também é indicativo do deputado João Luiz virou referência nacional e internacional para a comunidade científica, sendo debatido na Universidade Coimbra, em Portugal, citado em painel da da Organização Pan-Americana da Saúde (OPAS) e recebendo a visita de representantes da Organização Mundial da Saúde (OMS) e Ministério da Saúde.
Educação
O deputado João Luiz modernizou escolas na capital e interior do estado, através de emenda parlamentar. Também por internação dele conseguiu inaugurar com o governador Wilson Lima a Escola Estadual Terezinha de Almeida, no bairro Alvorada, zona centro-Oeste de Manaus, uma unidade ensino moderna para a região Norte. Destinou emendas para a reconstrução de quadras poliesportivas, computadores de informática, televisões e ar-condicionados, além de encaminhar diversos requerimentos para melhoria de unidades de ensino.
Saúde
O parlamentar conseguiu por meio de emenda destinar um tomógrafo para Humaitá, fábrica e cilindros de oxigênio durante o período crítico da pandemia na capital e interior do estado. Conseguiu equipar unidades de saúde: policlínicas, Serviços de Pronto Atendimento, Caics e dentre outros. 
Agricultura
Fortificou a agricultura no estado do Amazonas, principalmente a cafeeira no município de Silves. O deputado João Luiz destinou materiais: kits pesca e agricultura, casa de farinha, motor de polpa e dentre outros para diversos municípios. 
Reabertura de templos 
É criador e da lei que autoriza a reabertura de igrejas e templos no Amazonas em período de pandemia.
Assistência Social
João Luiz é autor da Lei Nº 5.894, de 19 de maio de 2022, que institui a Força Estadual do Sistema Único de Assistência Social (FESUAS), que consiste na cooperação entre os poderes Executivos do Estado e Federal, além de entes federados e organizações da sociedade civil, que são voltados à execução de ação de prevenção, mitigação, preparação, resposta e recuperação às situações de agravos sociais.
Dados
Ao longo da 19ª Legislatura, o deputado estadual João Luiz, por meio da Frente Parlamentar Cristã, realizou mais de 10 mil atendimentos, através do Basta: Autolesão, Depressão e Suicídio, fez mais de 5 mil atendimentos com a Comissão de Defesa do Consumidor da Aleam, na Casa Legislativa também produziu 1975, 115 Projetos de Lei, sendo que 77 viraram Leis no Estado do Amazonas, fez 242 Indicações ao Governo e diversos trabalhos em prol da população amazonense.
Política Nacional
Em 2022, João Luiz foi conduzido à presidência da Secretaria de Cuidado, Prevenção à Depressão, Suicídio e Drogas da União Nacional dos Legisladores e Legislativos (Unale), que em 2023 mudou de nome para Comissão de Prevenção à Depressão e Drogas da Unale.
Em Brasília, em janeiro de 2023, o deputado João Luiz foi reconduzido à Comissão de Prevenção à Depressão e Drogas da Unale e foi conduzido na 20ª Legislatura para ser o novo Secretário-Geral da Assembleia Legislativa do Estado do Amazonas, além de ser o atual presidente da Comissão de Promoção ao Desporto e Defesa dos Direitos das Crianças, Adolescentes e Jovens do Poder Legislativo do Estado do Amazonas.
Por meio da Comissão de Prevenção à Depressão e Drogas da União Nacional dos Legisladores e Legislativos Estaduais (Unale), o deputado João Luiz  realizou em conjunto com o secretário da comissão, deputado do Rio Grande do Sul, Elizandro Sabino e o vice-presidente de Assuntos Sociais da comissão, deputado do Paraná, Alexandre Amaro, o 2º Simpósio Prevenção é Solução, na Câmara Municipal de Santa Cruz do Sul (RS). O parlamentar levou a ação Basta: Autolesão, Depressão e Suicídio para o município de Venâncio Aires (RS), local que tem a maior taxa de suicídios do Brasil entre todas as cidades com mais de 50 mil habitantes, de acordo com dados do Ministério da Saúde.
Política Internacional
O deputado estadual João Luiz (Republicanos), em 2022, reuniu-se com o cônsul-geral do Japão em Manaus, Masahiro Ogino, onde conversou sobre políticas públicas que fortalecem cada vez mais o Estado do Amazonas, beneficiando as áreas da economia, educação e tecnologia. 
João Luiz também tem buscado propostas para as áreas da educação e tecnologia ao Estado do Amazonas com a Coreia do Sul, o indicativo do parlamentar ao Governo do Amazonas, o Projeto RespirAR foi destaque na Universidade de Coimbra, em Portugal, no 31º Encontro Internacional da Associação das Universidades de Língua Portuguesa (AULP), além de receber reconhecimento da Organização Mundial de Saúde.
Em 2022, o deputado estadual João Luiz foi citado no painel da Organização Mundial de Saúde (OMS): Webinário “Cuidando de pacientes com condição pós-COVID-19”. também por causa do Projeto RespirAR ao Governo do Amazonas.
Em janeiro de 2023, João Luiz foi agraciado com a Medalha e Certificado da Cruz do Mérito da Fraterna Integração Brasil e a China nesta quinta-feira (26), durante a Cerimônia Solene Mérito Sino-Brasileiro, que aconteceu no auditório Nereu Ramos, no Anexo II, da Câmara dos Deputados, em Brasília.
O deputado estadual João Luiz foi conduzido, em fevereiro de 2023, à Coordenadoria Regional do Amazonas no Bloco Brasileiro da União de Parlamentares Sul Americanos e do Mercosul (UPM). Em maio deste ano, o parlamentar amazonense compôs uma comitiva de parlamentares para fortalecer a relação bilateral Brasil/Uruguai, onde foi discutido sobre sustentabilidade e a preservação da região Amazônica.
Em junho, João Luiz criou a Frente Parlamentar Brasil/Amazonas/China da Assembleia Legislativa, por meio dela assinou uma carta de intenções para cooperação internacional com a Zhejiang University International Business School (ZIBS).

### Desempenho em eleições
| Ano  | Eleição              | Partido      | Candidato a       | Votos  | %    | Resultado | Observações         | Ref.  |
| ---- | -------------------- | ------------ | ----------------- | ------ | ---- | --------- | ------------------- | ----- |
| 2016 | Municipal de Manaus  | PRB          | Vereador          | 13.978 | 1,36 | Eleito    | Eleito em 1º lugar  | [ 1 ] |
| 2018 | Estadual no Amazonas | PRB          | Deputado estadual | 25.858 | 1,46 | Eleito    | Eleito em 13º lugar | [ 2 ] |
| 2022 | Estadual no Amazonas | Republicanos | Deputado estadual | 44.940 | 2,28 | Eleito    | Eleito em 6º lugar  | [ 3 ] |